# Scopula pallidisalsa
Scopula pallidisalsa là một loài bướm đêm trong họ Geometridae.